# Nazionale maschile under 21 di calcio della Danimarca
La Nazionale di calcio danese Under-21 è la rappresentativa calcistica Under-21 della Danimarca ed è posta sotto l'egida della Federazione calcistica danese, la Dansk Boldspil-Union. La squadra partecipa al campionato europeo di categoria, che si tiene ogni due anni.
I maggiori risultati ottenuti dalla selezione danese sono la semifinale raggiunta all'europeo del 1992 e la semifinale raggiunta all'europeo del 2015.

## Partecipazioni ai tornei internazionali

### Europeo U-21
- 1978: Quarti di finale
- 1980: Non qualificata
- 1982: Non qualificata
- 1984: Non qualificata
- 1986: Quarti di finale
- 1988: Non qualificata
- 1990: Non qualificata
- 1992: Semifinale
- 1994: Non qualificata
- 1996: Non qualificata
- 1998: Non qualificata
- 2000: Non qualificata
- 2002: Non qualificata
- 2004: Non qualificata
- 2006: Primo turno
- 2007: Non qualificata
- 2009: Non qualificata
- 2011: Primo turno
- 2013: Non qualificata
- 2015: Semifinale
- 2017: Primo turno
- 2019: Primo turno
- 2021: Quarti di finale
- 2023: Non qualificata
- 2025: Quarti di finale

## Tutte le Rose

### Europei
Campionato d'Europa Under-21 UEFA 20061 Stuhr Ellegaard, 2 Jakobsen, 3 Andreasen, 4 Agger, 5 Pedersen, 6 Würtz, 7 Bergvold, 8 Sørensen, 9 Kamper, 10 Kahlenberg, 11 M. Rasmussen, 12 J. Poulsen, 13 Zimling, 14 Kildentoft, 15 F. Hansen, 16 T. Rasmussen, 17 Troest, 18 Thygesen, 19 Absalonsen, 20 S. Poulsen, 21 Bendtner, 22 J. Hansen, CT: Serritslev
Campionato d'Europa Under-21 UEFA 20111 Lössl, 2 Randrup, 3 Zanka, 4 Bjelland, 5 Boilesen, 6 Albæk, 7 Wass, 8 Jensen, 9 Jørgensen, 10 Eriksen, 11 Agger, 12 Fenger, 13 Nielsen, 14 Bille Nielsen, 15 Juelsgård, 16 Andersen, 17 Delaney, 18 Povlsen, 19 Sørensen, 20 Lund Nielsen, 21 Dalsgaard, 22 Kadrii, 23 Højlund, CT: Bordinggaard
Campionato d'Europa Under-21 UEFA 20151 Busk, 2 Scholz, 3 Sørensen, 4 Vestergaard, 5 Knudsen, 6 A. Christensen, 7 Fischer, 8 L. Christensen, 9 Poulsen, 10 Højbjerg, 11 Bech, 12 Banggaard, 13 Durmisi, 14 Remmer, 15 Thomsen, 16 Rønnow, 17 Nørgaard, 18 Falk, 19 Jønsson, 20 Brock-Madsen, 21 Berggreen, 22 Jensen, 23 Sisto, CT: Thorup
Campionato d'Europa Under-21 UEFA 20171 Højbjerg, 2 Holst, 3 Maxsø, 4 Banggaard, 5 Blåbjerg, 6 Nørgaard, 7 Hjulsager, 8 Christensen, 9 Ingvartsen, 10 L. Andersen, 11 Zohore, 12 Kristensen, 13 J. Andersen, 14 Nielsen, 15 Pedersen, 16 Hagelskjær, 17 Jensen, 18 Marcondes, 19 Børsting, 20 Rasmussen, 21 Junker, 22 Iversen, 23 Duelund, CT: Frederiksen
Campionato d'Europa Under-21 UEFA 20191 Iversen, 2 Kristensen, 3 Rasmussen, 4 Bager, 5 Nelsson, 6 Billing, 7 Duelund, 8 Jensen, 9 Ingvartsen, 10 Skov, 11 Bruun Larsen, 12 Sørensen, 13 Pedersen, 14 Dreyer, 15 Mæhle, 16 Vindahl Jensen, 17 Skov Olsen, 18 Abildgaard, 19 Poulsen, 20 Kofod Andersen, 21 Stage, 22 Snorre, 23 Wind, CT: Frederiksen
Campionato d'Europa Under-21 UEFA 20211 Christensen, 2 Roerslev, 3 Poulsen, 4 Bech Sørensen/Graves, 5 Nelsson, 6 Nartey, 7 Laursen, 8 Lindstrøm, 9 Baden Frederiksen, 10 Bruun Larsen, 11 Dreyer, 12 Hausner, 13 Alves, 14 Hjulmand, 15 Carstensen, 16 Vindahl Jensen, 17 Daramy, 18 Jensen/Kristiansen, 19 Isaksen, 20 Kofod Andersen, 21 Holse, 22 Hermansen, 23 Faghir, CT: Capellas
Campionato d'Europa Under-21 UEFA 20251 Jungdal, 2 Gaaei, 3 Kristensen, 4 Provstgaard, 5 Chukwuani, 6 Sørensen, 7 Jensen, 8 Bøving, 9 Osula, 10 Harder, 11 Kvistgaarden, 12 Jørgensen, 13 Bak Jensen, 14 Hey, 15 Højlund, 16 Lykke, 17 Nartey, 18 Fraulo, 19 Jelert, 20 Bischoff, 21 Otoa, 22 Sander, 23 Adelgaard, CT: Højer

## Rosa attuale
Lista dei 23 giocatori convocati per il Campionato europeo di calcio Under-21 del 2025 in Slovacchia.
Presenze e reti aggiornate al 5 giugno 2025.
| 1  | P | Andreas Jungdal      | 22 febbraio 2002 (23 anni)  | 8  | 0 | Westerlo              |  |  |
| 16 | P | William Lykke        | 28 settembre 2004 (20 anni) | 1  | 0 | Nordsjælland          |  |  |
| 22 | P | Theo Sander          | 8 gennaio 2005 (20 anni)    | 0  | 0 | Copenaghen            |  |  |
|    |   |                      |                             |    |   |                       |  |  |
| 2  | D | Anton Gaaei          | 19 novembre 2002 (22 anni)  | 16 | 0 | Ajax                  |  |  |
| 3  | D | Thomas Kristensen    | 17 gennaio 2002 (23 anni)   | 11 | 1 | Udinese               |  |  |
| 4  | D | Oliver Provstgaard   | 4 giugno 2003 (22 anni)     | 16 | 2 | Lazio                 |  |  |
| 13 | D | Victor Bak Jensen    | 3 ottobre 2003 (21 anni)    | 5  | 0 | Midtjylland           |  |  |
| 14 | D | Lucas Hey            | 13 aprile 2003 (22 anni)    | 12 | 0 | Anderlecht            |  |  |
| 19 | D | Elias Jelert         | 12 giugno 2003 (21 anni)    | 9  | 0 | Galatasaray           |  |  |
| 21 | D | Sebastian Otoa       | 13 maggio 2004 (21 anni)    | 1  | 0 | Genoa                 |  |  |
| 23 | D | Aske Adelgaard       | 10 novembre 2003 (21 anni)  | 10 | 1 | Go Ahead Eagles       |  |  |
|    |   |                      |                             |    |   |                       |  |  |
| 5  | C | Tochi Chukwuani      | 24 marzo 2003 (22 anni)     | 13 | 2 | Sturm Graz            |  |  |
| 6  | C | Oliver Sørensen      | 10 marzo 2002 (23 anni)     | 11 | 5 | Midtjylland           |  |  |
| 7  | C | Isak Jensen          | 23 dicembre 2003 (21 anni)  | 6  | 1 | Viborg                |  |  |
| 8  | C | William Bøving       | 1º marzo 2003 (22 anni)     | 13 | 2 | Sturm Graz            |  |  |
| 12 | C | Thomas Jørgensen     | 30 settembre 2005 (19 anni) | 1  | 0 | Viborg                |  |  |
| 15 | C | Oscar Højlund        | 4 gennaio 2005 (20 anni)    | 0  | 0 | Eintracht Francoforte |  |  |
| 17 | C | Noah Nartey          | 5 ottobre 2005 (19 anni)    | 2  | 0 | Brøndby               |  |  |
| 18 | C | Oscar Fraulo         | 6 dicembre 2003 (21 anni)   | 19 | 0 | Utrecht               |  |  |
| 20 | C | Clement Bischoff     | 16 dicembre 2006 (18 anni)  | 2  | 0 | Brøndby               |  |  |
|    |   |                      |                             |    |   |                       |  |  |
| 9  | A | William Osula        | 4 agosto 2003 (21 anni)     | 9  | 4 | Newcastle Utd         |  |  |
| 10 | A | Conrad Harder        | 07 aprile 2005 (20 anni)    | 3  | 0 | Sporting Lisbona      |  |  |
| 11 | A | Mathias Kvistgaarden | 15 aprile 2002 (23 anni)    | 17 | 7 | Brøndby               |  |  |

## Giocatori con più presenze
| Pos | Giocatore        | Squadra/e            | Pres |
| --- | ---------------- | -------------------- | ---- |
| 1.  | Jonas Kamper     | Brøndby              | 39   |
| 2.  | Martin Jørgensen | Aarhus, Udinese      | 31   |
| 3.  | Rasmus Würtz     | Skive, Aalborg       | 29   |
| 4.  | Martin Pedersen  | Aalborg, SønderjyskE | 28   |

## Giocatori con più reti
| Pos | Giocatore          | Squadra/e | Gol |
| --- | ------------------ | --------- | --- |
| 1.  | Peter Møller       | Aalborg   | 16  |
| 2.  | Tommy Bechmann     | Esbjerg   | 11  |
| 3.  | Andreas Skov Olsen | Bologna   | 11  |

## Commissari tecnici
- 1976-1980: Tommy Troelsen
- 1980-1989: Richard Møller Nielsen
- 1989-1992: Viggo Jensen
- 1992-1999: Jan Poulsen
- 2000-2006: Flemming Serritslev
- 2006-2011: Keld Bordinggaard
- 2011-2013: Morten Wieghorst
- 2013-2015: Jess Thorup
- 2015-2019: Niels Frederiksen
- 2019-2021: Albert Capellas
- 2021-2022: Jesper Sørensen
- 2022-2025: Steffen Højer
- 2025-: Lars Knudsen